# Fleckerl

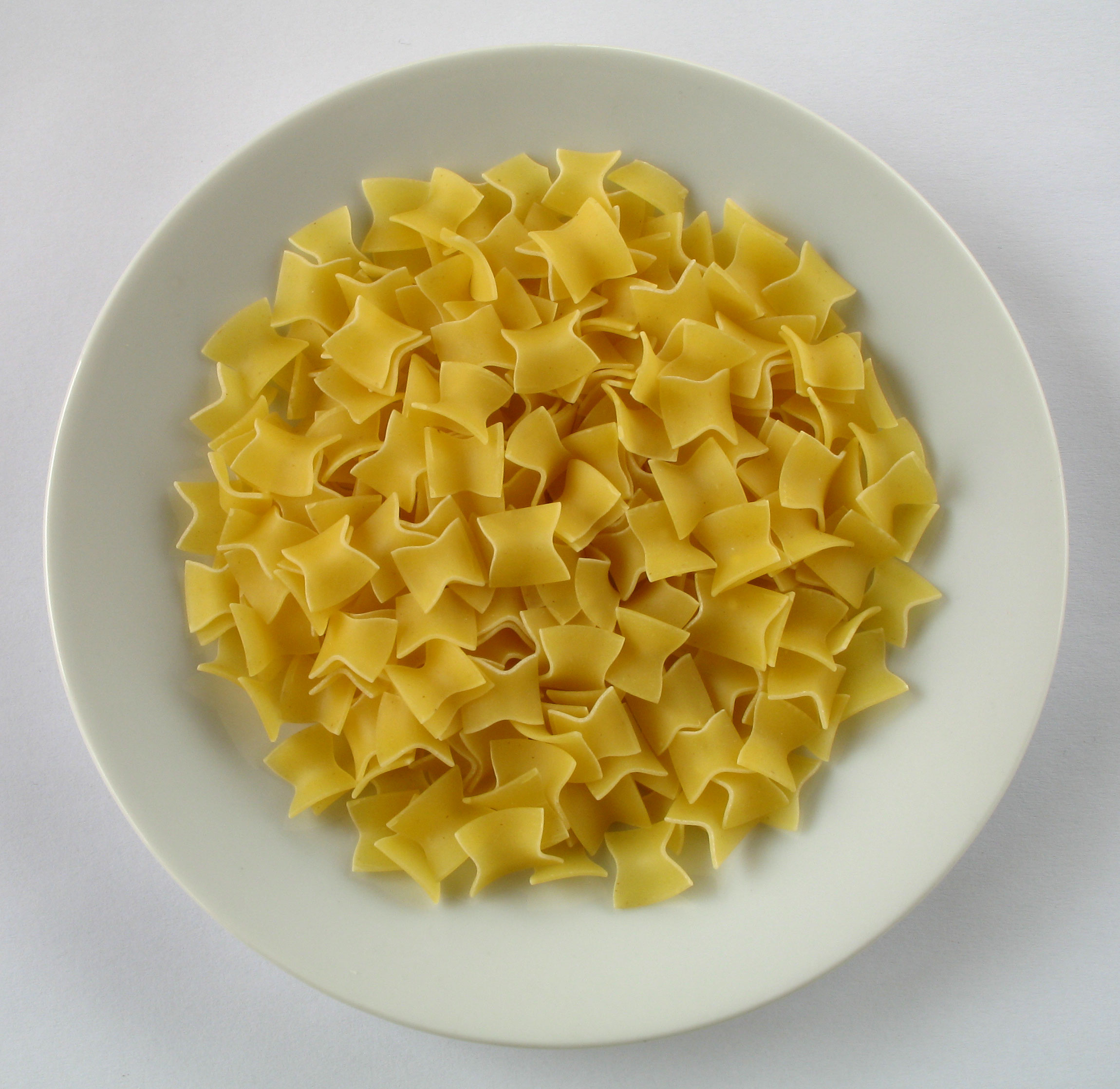
Fleckerl (Handelsware)

Fleckerl (Aussprache [ˈflek:ɐl ~ ˈfɫek:ɑɫ] je nach Dialekt) oder auch Fleckerln sind eine österreichische Nudelart und ein traditioneller Bestandteil der österreichischen Küche.
Fleckerl sind kleine quadratische oder rautenförmige Eierteigwaren, die bei der maschinellen Herstellung aus einem ausgewalzten eierhaltigen Teig gestanzt, und getrocknet als haltbares, kochfertiges Produkt verkauft werden. Fleckerl braucht man zur Zubereitung der Schinkenfleckerln und Krautfleckerln.
In der böhmischen Küche gibt es aus der österreichischen Bezeichnung abgeleitete fleky. Im Kroatischen und Serbischen lautet es flekice (Plural zu feminin flekica), wie in šunka flekice (Schinkenfleckerl) und kupus flekice (Krautfleckerl). In Slowenien ist diese Teigware als bleki, flikce oder krpice (Diminutiv Plural zu krpa, „Lappen“ oder „Geschirrtuch“) bekannt. Die italienische Küche kennt eine als quadrucci bezeichnete Variante, deren Name von der quadratischen Form herrührt. Der Teig für italienische Teigwaren wird überwiegend ohne Eier zubereitet. In Bayern wird eine Variante der Fleckerln als Suppeneinlage verwendet.